# Kościół ewangelicki w Lewoczy

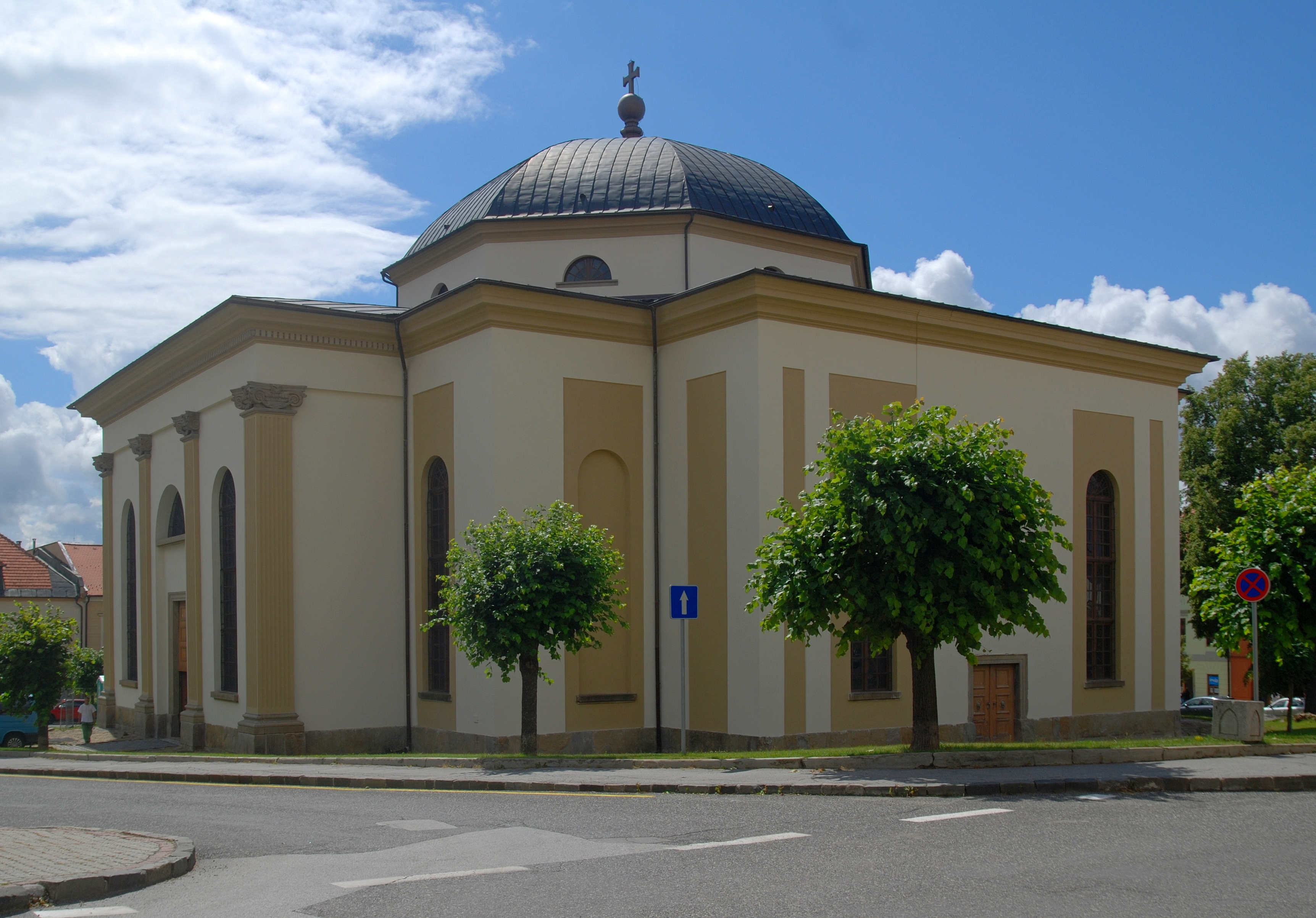
Kościół ewangelicki w Lewoczy

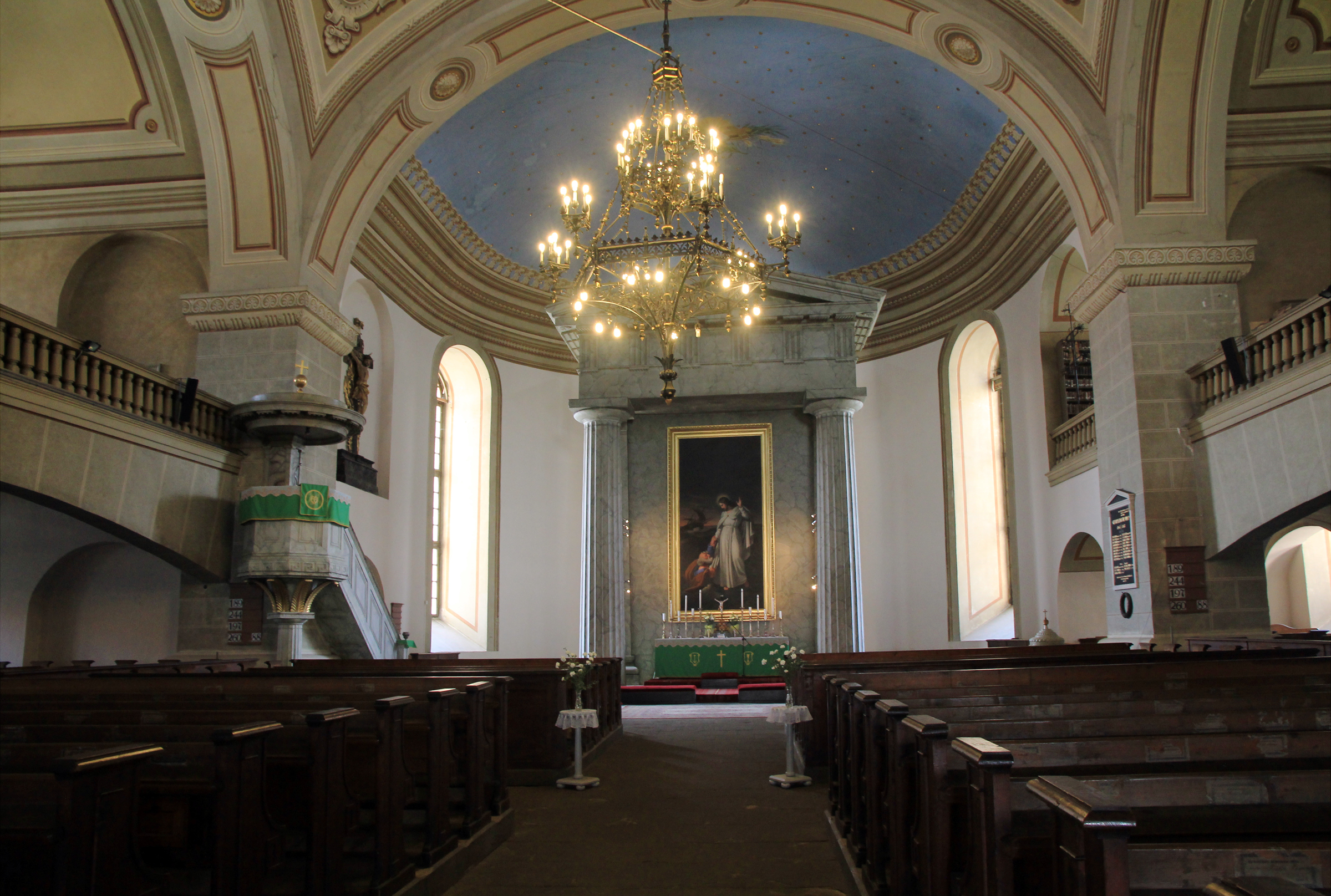
Kościół ewangelicki w Lewoczy - wnętrze

Kościół ewangelicki w Lewoczy – zabytkowy, klasycystyczny kościół wyznania ewangelicko-augsburskiego w Lewoczy na Słowacji. ...brzydki, płaską kopułą kryty kościół ewangelicki, który stojąc niedaleko ratusza, szpeci bardzo piękny rynek - pisał Mieczysław Orłowicz w wydanym w 1919 r. "Ilustrowanym przewodniku po Galicyi, Bukowinie, Spiszu, Orawie i Śląsku Cieszyńskim".
W latach 1544–1674 w Lewoczy dominowali luteranie, zaś miasto było ważnym ośrodkiem ewangelicyzmu w całej Słowacji. W tym czasie ewangelicy władali wszystkimi kościołami miejskimi. W okresie kontrreformacji protestanci, ograniczani w swoim wyznaniu, byli zmuszeni zbudować nowy kościół poza murami miasta. Kościół ten spłonął na początku XVIII w.
Dzisiejszy kościół jest następcą drugiego, drewnianego kościoła lewockich protestantów, który istniał od 1713 r. w miejscu dzisiejszego cmentarza ewangelickiego. Wznosi się w południowej, nieco opadającej w dół części wydłużonego lewockiego rynku, na miejscu dawniejszych mięsnych jatek. Zbudowany w latach 1825-1837 według projektu architekta Antona Povolnego, został poświęcony 17 sierpnia 1837 r. Wzniesiony został na planie krzyża greckiego i zwieńczony wielką kopułą na ośmiobocznym bębnie. Od zewnątrz zwracają uwagę wysokie, półkoliście zamknięte okna, rozdzielone pilastrami. We wnętrzu z trzypiętrowymi emporami, usytuowanymi po zachodniej, północnej i wschodniej stronie kościoła, zwraca uwagę monumentalny ołtarz główny z obrazem Chrystusa kroczącego po falach, pędzla z G. H. Richtera, będący kopią dzieła znanego lewockiego malarza Jozefa Csauczika. Znajdują się w nim również cenne krzyże barokowe: żelazny i drewniany. Ten drugi, z 1713 r., z hebrajskim napisem w górnej części, został tu przeniesiony ze starego kościoła, podobnie jak chrzcielnica z 1714 r., będąca darem Michaela Pfannschmidta. Cenne organy z 1697 r. (nieczynne od ponad pół wieku i wymagające gruntownej renowacji) oraz okazały żyrandol, zawieszony w kopule, to dary ewangelików z Berlina, z 1937 r. Uwagę zwraca również kolekcja trzynastu obrazów „Salvator Mundi” (Zbawiciel Świata), na których przedstawiono apostołów z ich atrybutami.
W kościele przechowywane jest cenne archiwum i bogata biblioteka dawnego lewockiego liceum ewangelickiego.
Obecnie niewielka wspólnota lewockich ewangelików liczy jedynie ok. 200 wiernych.